# Бримо
Бримо (др.-греч. Βριμώ) — эпитет разных богов в греческих мифологии и религии, означающий «гневный» или «ужасающий». Его применяли к божествам с неумолимым, страшным или мстительным аспектом, связанным с царством мёртвых: Гекате или Персефоне, Деметре Эринии или, возможно, Кибеле. Бримо — это «яростный» аспект эриний.
В «Аргонавтике» Аполлония Родосского, когда Медея выкапывает для Ясона ужасный корень подземного мира, то семь раз зовёт Бримо — по мнению схолиаста потому, что боится её. При упоминании там Гекаты схолиаст вывел Бримо от слова Βρóμoς, описывающего потрескивание огня, так как её иногда изображали с факелами.
Фессалийское или  фракийское слово Бримо было иностранным в Аттике. Бримо-Гекате поклонялись в фессалийских Ферах, этот культ имел связи с орфической религией, в которой почиталась и Персефона.
Из эпизода «Александры» Ликофрона, когда Гекуба превратилась в одну из гончих собак Гекаты, становится ясно, что Бримо — эпитет фессалийской богини подземного мира.
Климент Александрийский считал, что Бримо было только именем Деметры в Элефсисе. В Элевсинских мистериях, как писал Ипполит Римский, иерофант объявлял о рождении ею сына Бримоса (Βριμώς). Таким образом, Бримос являлся эпитетом Иакха, сына Персефоны, чьё появление лежало в основе мистерий.
В более поздние времена над архаичным и страшным духом могли насмехаться: например, в пародийном диалоге Лукиана «Менипп, или Путешествие в подземное царство» (20) Бримо участвует в выборах в Аиде, выразив свою волю грозным ворчанием.
В древнегреческих магических папирусах, найденных в Египте, Бримо появляется в заклинаниях, связанных с ритуалом катабасиса, «сошествия в царство мёртвых».